# سیارک ۱۰۷۹۴
سیارک ۱۰۷۹۴ (به انگلیسی: 10794 Vange، نام‌گذاری: 1992DW5) ده هزار و هفتصد و نود و چهارمین سیارک کشف شده‌است که در ۲۹ فوریه ۱۹۹۲ کشف شد.
قدر مطلق سیارک برابر 32.3 است.